# Арендс, Альфред Карлович
Альфред Карлович Арендс (4 октября 1893, Санкт-Петербург — 20 июня 1977, Ташкент) — советский историк-востоковед, доктор исторических наук, заслуженный деятель науки Узбекской ССР,

## Биография
Родился 4 октября 1893 года в Санкт-Петербурге.
С 1902 по 1905 годы учился в школе Карла Мая в Санкт-Петербурге. В 1905—1911 годах учился в немецком Екатерининском училище. Участник Первой мировой войны, до 1923 года служил в Красной армии.
Уже студентом ЛИЖВЯ (1923—1926) проявил лингвистические способности и сам преподавал персидский язык в Военно-технической школе ВВС РККА.
В 1926—1929 годах — аспирант, в 1926—1930 годах — преподаватель (ассистент) ЛИЖВЯ/ЛВИ. Первоначально занимался персидской научно-технической терминологией, затем все более широкими областями персидской лексикографии. Позже обратился к изучению истории Ирана, Средней Азии, Афганистана, публиковал источники по истории этих стран.
В 1930—1936 годах — доцент и заведующий персидским отделением ЛВИ; вместе с Н. А. Белгородским и А. А. Ромаскевичем занимался подготовкой персидско-русского терминологического словаря; писал «Исторический очерк экономических отношений Персии с Западной Европой до начала XIX в.».
С 1936 года — научный сотрудник ИВ АН СССР, учёный специалист Иранского кабинета. В 1938 году присвоена ученая степень кандидата филологических наук без защиты диссертации.
В марте 1942 года, как и другие ещё остававшиеся к этому моменту в городе петербургские немцы, выслан из Ленинграда. До 1947 года на положении ссыльного «спецпереселенца» в крайне тяжелых условиях в Нижнем Тагиле.
Затем перебрался в Ташкент, где возглавил кафедру иранской филологии Средне-азиатского государственного университета. С 1952 года и до выхода на пенсию в 1974 году — заведующий сектором исследования и публикации рукописных памятников Института востоковедения имени Абу Райхана Беруни Академии наук Узбекской ССР.
В 1963 году защитил докторскую диссертацию по опубликованной монографии («История Мас’уда»).
Альфред Карлович Арендс скончался 20 июня 1977 года в Ташкенте.

## Творчество
Продолжал публикацию переводов письменных источников по истории Средней Азии и сопредельных стран. Много занимался историей традиционной восточной науки, прежде всего наследием Абу Али ибн Сины (Авиценны) и Абу Райхана Беруни (Бируни).